# Amauris palisotea
Amauris palisotea är en fjärilsart som beskrevs av Stoneham 1958. Amauris palisotea ingår i släktet Amauris och familjen praktfjärilar. Inga underarter finns listade i Catalogue of Life.